# ماكسيم جانفييه
ماكسيم جانفييه (من مواليد 18 أكتوبر 1996) هو لاعب تنس فرنسي.